# دریک ماوریک
دریک ماوریک (انگلیسی: Drake Maverick؛ زادهٔ ۳۰ ژانویهٔ ۱۹۸۳) کشتی‌گیر کشتی حرفه‌ای اهل انگلستان است.